# Gödåkers gravfält
Gödåkers gravfält i Gödåker, Tensta socken i Uppsala kommun är ett gravfält från romersk järnålder, omkring 100–400 efter Kristus. Det är beläget 26 km norr om Uppsala och en kilometer norr om Tensta kyrka.

## Beskrivning
Det består av 26 fornlämningar, vilka utgöres av tre gravhögar, 14 runda stensättningar och nio resta stenar. Den största högen är 14 meter i diameter och 1,8 meter hög. Därtill finns en offerkälla med timrade sidor och kanter i gravfältets sydvästra hörn, vilken visade sig ha rester av flätverk och ben efter hund, nötkreatur och människa vid en upprensning i början av 1900-talet. Gravfältet ligger i flack terräng och är skadat genom odling.

## Arkeologi och skötsel
Området har undersökts och grävts ut av arkeologer varvid man funnit guldfingerringar, en romersk importerad vinskopa och ett större så kallat Hemmoorskärl av brons. Utgrävningarna skedde framförallt år 1915 och 1924. Mellan dessa år köpte fil dr Herbert Rettig 70 ar mark av fornlämningsområdet och skänkte det till Tensta församling. I Tensta hembygdsförenings stadgar stipuleras att "Föreningen utövar tillsyn över den av Tensta församling tillhörande lägenheten Gödåkers gravfält".

## Etymologi
Namnet Gödåker hade år 1492 formen ”Gydakrum” vars ursprungliga form lär ha varit ”Gudhiuaker” som bokstavligen betyder ”Gudinnans åker”.

## Biotop
Området har en sällsynt ängsvegetation. Gravfältet är tilltalande öppet med enstaka druvfläder, enar, hägg, rönn och tall. Ängsvegetationen utgörs av örtrik torräng, örtrik friskäng och knylhavreäng.
Av hävdgynnade arter växer bland annat darrgräs, flockfibbla, gullviva och prästkrage rikligt, medan backklöver, sandviol, korskovall, rödkämpar, vildlin och älväxing förekommer något sparsammare. 1986 sågs även den hotade arten toppjungfrulin. Bitvis är vegetationen högvuxen med mycket knylhavre, skogsklöver, ängskavle och ängsfräken.
Ängen sköts genom årlig slåtter, och höet fraktas bort. Ungefär halva arealen är gödselpåverkad.